# 最高人民法院咨询委员会
最高人民法院咨询委员会，是中华人民共和国最高人民法院的咨询机构。

## 简介
1993年12月25日，最高人民法院咨询委员会第一次会议在北京香山召开。
2009年4月修订的《最高人民法院咨询委员会简章》第一条规定：“咨询委员会是最高人民法院的咨询机构，在院党组领导下，提供建议、信息和接受院党组委派的工作任务。”第二条规定：“咨询委员会的主要任务是：对涉及人民法院工作的重大问题进行调查研究，并向院党组提供咨询意见；反映人民法院工作在当前形势下出现的新情况、新问题；反映人民群众对人民法院工作的意见和要求。”“受院党组的委派，对下级人民法院的审判工作、队伍建设、行政管理工作进行检查、督促、指导。”
2012年9月，最高人民法院院长王胜俊在最高人民法院咨询委员会第二十九次会议上发言称，“咨询委员会是最高人民法院党组的决策咨询机构，是最高人民法院党组贯彻执行党的路线、方针、政策，作出重大决策部署的重要参谋，是最高人民法院出台司法政策、司法解释，监督指导全国法院工作的智囊团。”

## 历次会议
1993年12月25日，最高人民法院咨询委员会第一次会议在北京香山举行。最高人民法院党组书记、院长任建新出席并讲话。会议任命王怀安为最高人民法院咨询委员会主任，林准为常务副主任，华联奎、鲁明健、赵石生、黄波为副主任，聘请同年离任的15名高级人民法院院长和中国人民解放军军事法院院长为委员。会议讨论通过了《最高人民法院咨询委员会简章》。
1994年5月12日到14日，最高人民法院咨询委员会第二次会议在浙江温州举行。会议专题研讨审判方式改革，会后形成《最高人民法院咨询委员会第二次会议纪要》，报送全国人民代表大会常务委员会法制工作委员会作为修改《中华人民共和国刑事诉讼法》的参考。
1995年7月25日到29日，最高人民法院咨询委员会第四次会议在江西井冈山举行。会议专题研讨民事、经济审判方式改革。
1996年12月23日到27日，最高人民法院咨询委员会委员参加了在北京召开的全国高级法院院长会议，并列为大会分组中的一个组，为最高人民法院咨询委员会第七次会议。会议宣布王怀安辞去最高人民法院咨询委员会主任，担任最高人民法院咨询委员会名誉主任，由华联奎接任最高人民法院咨询委员会主任。
1997年6月10日到15日，最高人民法院咨询委员会华北组贯彻刑事诉讼法座谈会在山西太原举行。
1998年10月11日到13日，最高人民法院咨询委员会第十次会议在河南郑州举行。会议根据最高人民法院党组关于聘任最高人民法院咨询委员会的范围和条件的规定，修改了1993年制定的《最高人民法院咨询委员会简章》。委员们讨论了集中教育整顿和深化法院改革。
1999年4月，最高人民法院咨询委员会第十一次会议讨论了人民法院第一个“五年改革纲要”。
2000年4月20日到25日，最高人民法院咨询委员会第十三次会议在广西南宁举行。会议宣布华联奎不再任最高人民法院咨询委员会主任，由马原接任主任。
2001年5月12日，最高人民法院咨询委员会第十五次会议在湖北武汉召开。
2002年5月，最高人民法院咨询委员会第十七次会议在山东青岛举行。2002年8月到10月，最高人民法院咨询委员会办公室到浙江省、上海市、四川省、贵州省调研，并在北京市调查。
2003年8月11日到13日，最高人民法院咨询委员会第十九次会议在辽宁沈阳举行，最高人民法院党组书记、院长肖扬出席。会议宣布马原不再担任最高人民法院咨询委员会主任，由祝铭山接任主任。会议向部分委员颁发《大法官荣誉证书》。
2004年4月20日到22日，最高法院咨询委员会第二十次会议在福建厦门举行。会议主题是研讨法院改革。
2005年8月4日到6日，最高人民法院咨询委员会第二十一次会议在云南昆明举行。会议讨论了《中华人民共和国人民法院组织法》的修改以及《人民法院第二个五年改革纲要》。
2006年，最高人民法院咨询委员会第二十二次会议在江苏南京举行。会议围绕法院开展的“规范司法行为，促进司法公正”专项整改活动进行研讨。
2007年7月6日至8日，最高人民法院咨询委员会第二十三次会议在浙江杭州举行。
2008年10月8日，最高人民法院咨询委员会第二十五次会议在河南郑州黄河迎宾馆召开。
2009年9月2日到4日，最高人民法院咨询委员会第二十六次会议在山东烟台举行，最高人民法院党组书记、院长王胜俊出席并讲话。会议宣布祝铭山不再担任最高人民法院咨询委员会主任，由姜兴长接任主任。会上学习了新修订的《最高人民法院咨询委员会简章》。
2010年9月，最高人民法院咨询委员会第二十七次会议在河北唐山举行。会议就如何开展中央提出的三项重点工作、审判执行、法院队伍建设、司法改革等问题进行研讨；听取了河北省唐山市中级人民法院运用司法手段化解社会矛盾的经验介绍。
2011年11月3日到4日，最高人民法院咨询委员会第二十八次会议在广东深圳举行。
2012年9月25日到27日，最高人民法院咨询委员会第二十九次会议在浙江杭州举行。
2013年11月28日，最高人民法院咨询委员会第三十次会议在云南昆明召开。
2014年11月3日，最高人民法院咨询委员会第三十一次会议在北京召开。
2015年12月16日，最高人民法院咨询委员会第三十二次会议在海南三亚的国家法官学院三亚分院召开。
2016年12月7日到8日，最高人民法院咨询委员会第三十三次会议在广西南宁举行。
2017年11月29日，最高人民法院咨询委员会第三十四次会议在福建厦门举行。

## 组成人员
2009年4月修订的《最高人民法院咨询委员会简章》第三条规定：“咨询委员会由主任、副主任、秘书长和委员组成。”“咨询委员会设主任1人、副主任若干人；设秘书长1人，协助主任、副主任工作。根据工作需要，可以设副秘书长1人。”第四条规定：“咨询委员会主任、副主任由院党组在最高人民法院离任的副院长、纪检组组长、政治部主任中选任。秘书长、副秘书长由最高人民法院在职干部担任。”“咨询委员会委员由最高人民法院聘任。最高人民法院离任的省部级领导干部和各省（自治区、直辖市）高级人民法院、解放军军事法院离任院长中身体健康、本人提出申请的，经院党组研究决定聘任。”“离任后调党委、政府或者企业、事业单位任职的，不再聘任。”
最高人民法院咨询委员会历任主任、副主任、秘书长是：
主任
1. 王怀安（1993年12月—1996年12月）[1]
2. 华联奎（1996年12月—2000年4月）[1]
3. 马原（2000年4月—2003年8月）[1]
4. 祝铭山（2003年8月—2009年9月）[1]
5. 姜兴长（2009年9月—）[1]

副主任
- 林准（1993年12月—？，常务副主任）[1]
- 华联奎（1993年12月—1996年12月）[1]
- 鲁明健（1993年12月—？）[1]
- 赵石生（1993年12月—？）[1]
- 黄波（1993年12月—？）[1]
- 端木正（1995年—？）[19]

……
- 谢安山（？—？，常务副主任）[20][5]
- 唐德华（？—？）[8]
- 李国光（？—？）[8]
- 刘法合（？—？）[8]
- 李玉成（？—）[13]
- 苏泽林（？—）[21][13]
- 王秀红（？—）[17][13]
- 杜萬華（？—）[22]

秘书长
……
- 周道鸾（？—？）[5]
- 王运声（？—？）[23]
- 刘涌（2012年—2013年）[24][25]
- 张维（？—）[26]

## 办事机构
最高人民法院咨询委员会下设办公室，作为日常办事机构，负责具体工作。历任办公室主任是：
……
- 吴开庆（？—？）[26]